# Buquetia musca
Buquetia musca är en tvåvingeart som beskrevs av Robineau-desvoidy 1847. Buquetia musca ingår i släktet Buquetia och familjen parasitflugor. Inga underarter finns listade i Catalogue of Life.